# العلاقات الجنوب إفريقية الغيانية
العلاقات الجنوب أفريقية الغيانية هي العلاقات الثنائية التي تجمع بين جنوب أفريقيا وغيانا.

## مقارنة بين البلدين
هذه مقارنة عامة ومرجعية للدولتين:
| وجه المقارنة                                              | جنوب أفريقيا | غيانا        |
| --------------------------------------------------------- | --- | ------------ |
| المساحة (كم2)                                             | 1.22 مليون | 214.97 ألف   |
| عدد السكان (نسمة)                                         | 57.73 مليون | 777.86 ألف   |
| الكثافة السكانية (ن./كم²)                                 | 47.32 | 3.62         |
| العاصمة                                                   | بريتوريا، بلومفونتين، كيب تاون | جورج تاون    |
| اللغة الرسمية                                             | لغة إنجليزية، اللغة الأفريقانية، اللغة النديبلي الجنوبية، اللغة السوثو الشمالية، اللغة السوتية، لغة سوازي، اللغة التسونجا، اللغة التسوانية، اللغة الفيندية، اللغة الكوسية، اللغة الزولوية | لغة إنجليزية |
| العملة                                                    | راند جنوب أفريقي | دولار غياني  |
| الناتج المحلي الإجمالي (بليون دولار)                      | 349.42 مليار | 3.68 مليار   |
| الناتج المحلي الإجمالي (تعادل القوة الشرائية) بليون دولار | 725.91 مليار | 5.77 مليار   |
| الناتج المحلي الإجمالي الاسمي للفرد دولار أمريكي          | 5.72 ألف | 4.13 ألف     |
| الناتج المحلي الإجمالي للفرد دولار أمريكي                 | 13.05 ألف |              |
| مؤشر التنمية البشرية                                      | 0.666 |              |
| رمز المكالمات الدولي                                      | +27 | +592         |
| رمز الإنترنت                                              | .za | .gy          |
| المنطقة الزمنية                                           | ت ع م+02:00، أفريقيا/جوهانسبرغ ‏ | 00           |

## منظمات دولية مشتركة
يشترك البلدان في عضوية مجموعة من المنظمات الدولية، منها:
| علم المنظمة | اسم المنظمة                                 | تاريخ انضمام جنوب أفريقيا | تاريخ انضمام غيانا |
| ----------- | ------------------------------------------- | ------------------------- | ------------------ |
|             | مؤسسة التنمية الدولية                       | 12 أكتوبر 1960            | 4 يناير 1967       |
|             | يونسكو                                      | 4 نوفمبر 1946             | 21 مارس 1967       |
|             | وكالة ضمان الاستثمار متعدد الأطراف          | 10 مارس 1994              | 18 يناير 1989      |
|             | الأمم المتحدة                               | 7 نوفمبر 1945             | 20 سبتمبر 1966     |
|             | مجموعة دول أفريقيا والكاريبي والمحيط الهادئ | ?                         | ?                  |
|             | دول الكومنولث                               | 11 ديسمبر 1931            | ?                  |
|             | الاتحاد البريدي العالمي                     | ?                         | ?                  |
|             | البنك الدولي للإنشاء والتعمير               | 27 ديسمبر 1945            | 26 سبتمبر 1966     |
|             | الاتحاد الدولي للاتصالات                    | 1910                      | 8 مارس 1967        |
|             | منظمة حظر الأسلحة الكيميائية                | ?                         | ?                  |
|             | مؤسسة التمويل الدولية                       | 3 أبريل 1957              | 4 يناير 1967       |
|             | منظمة التجارة العالمية                      | 1995                      | ?                  |
|             | منظمة الشرطة الجنائية الدولية               | ?                         | ?                  |

## وصلات خارجية
- موقع وزارة الخارجية الجنوب أفريقية
- موقع وزارة الخارجية الغيانية